# David Weiss Halivni
Pour les articles homonymes, voir Weiss.
David Weiss Halivni (en hébreu : דוד הלבני), né le 27 septembre 1927 à Kobyletska Poliana et mort le 28 juin 2022 à Jérusalem, est un rabbin américano-israélien, survivant de la Shoah, considéré comme une autorité dans le domaine des recherches sur le Talmud.

## Biographie
David Weiss est né le 27 septembre 1927 dans la petite ville de Kobyletska Poliana en Ruthénie carpatique, alors en Tchécoslovaquie (aujourd'hui en Ukraine). Il est le fils d'Ephraim Bezalel Viderman et de Feige Weiss.Ses parents se séparèrent quand il avait quatre ans et il grandit à Sighet avec sa mère. Il y est rapidement reconnu comme un prodige dans son apprentissage du Talmud. À quatorze ans, il obtint une ordination de rabbin.
Comme tous les Juifs de la ville, dont Elie Wiesel avec lequel il conservera de forts liens d’amitié jusqu’à la mort de ce dernier en 2016, il est déporté en 1944 par les nazis à Auschwitz. Libéré en 1945, il est le seul survivant de sa famille. En 1947, il émigre aux États-Unis avec un groupe de jeunes réfugiés orphelins. Peu de temps après, il rencontre l'érudit talmudiste Saül Lieberman qui deviendra son maître. Étudiant un temps à la Yechivah Hayim Berlin à New York, où sa virtuosité en Talmud est reconnue, il décide de poursuivre des études laïques universitaires en plus de ses études talmudiques. Il obtient une maîtrise en philosophie et un doctorat en Talmud qu'il soutient au Jewish Theological Seminary of America de New York, une institution affiliée au mouvement conservative,,.
Il change un peu plus tard son nom en Halivni, une traduction hébraïque de Weiss (qui signifie « blanc »). Désireux initialement d'abandonner son patronyme Weiss du fait que c'était le nom d'un garde d'un camp de concentration où il était détenu, il décide de le maintenir en souvenir de son grand-père talmudiste Yechayahou Weiss, qui lui avait enseigné le Talmud à Sighet.
Pendant une trentaine d'années, David Halivni poursuit son enseignement et ses recherches sur le Talmud de Babylone au Jewish Theological Seminary. À la suite de désaccords profonds avec la nouvelle direction de l'institution sur les procédures de décision de réformes que celle-ci souhaite voir adoptées, il quitte en 1985 le Jewish Theological Seminary. Il est ensuite nommé professeur à l'université Columbia à New York où il enseigne jusqu'en 2005, année où il prend sa retraite. David Halivni vit en Israël, où il poursuit son enseignement et ses recherches.
David Halivni est l'auteur d'un ouvrage majeur en hébreu, ouvrage d'une vie consacrée au Talmud, intitulé מקורות ומסורות [Meqorot ou-Messorot, Sources et Traditions]. Sept volumes sont actuellement parus. David Halivni est aussi l'auteur d'ouvrages un peu plus accessibles en anglais (américain), notamment Midrash, Mishnah and Guemara (traduit en français), Pshat and Derash, Revelation restored, Breaking the Tablets (traduit en français) et une autobiographie, The Book and the Sword (traduit en français).
Il est récipiendaire de plusieurs distinctions prestigieuses, notamment le prix Bialik de pensée juive (1985) et le prix Israël (2008) pour ses recherches sur le Talmud,.

### Famille
En 1953, David Halivni épouse Tzipora Hager, une descendante de la célèbre dynastie hassidique de Vyjnytsia. Ils habitent dans l'Upper West Side de Manhattan. Elle reçoit un doctorat en littérature yiddish de l'université de New York. Elle enseigne au City College de New York. Elle est morte en 2008. Ils ont trois fils, Baruch Weiss, Ephraim Weiss et Shai Halivni.

### Mort
David Halivni meurt le 28 juin 2022 à Jérusalem et est inhumé le jour suivant au cimetière juif du Mont des Oliviers.

## Thèse et méthode
La thèse de David Halivni énoncée sous forme historique est que l'essentiel du texte talmudique du Talmud de Babylone est l'œuvre de sages anonymes qu'il appelle Stammaïm (de l'araméen, « anonymes », par analogie avec l'expression stam mishna, une « michna anonyme »), qui œuvrèrent à partir du VIe siècle, après les Amoraïm. Pendant la période tannaïque et amoraïque, seuls les arrêtés de loi se transmettaient sous forme officielle (de manière orale). Les délibérations étaient laissées à la mémoire individuelle des sages qui avaient participé aux débats. Les Stammaïm ne disposaient pas des sources dans leur intégralité et consacrèrent leur travail à reconstruire et à restituer les délibérations et les débats des sages qui les avaient précédés.
Un des éléments clés de l'œuvre de David Halivni consiste ainsi à distinguer la הלכה פסוקה (halakhah psouqa, arrêté de loi) du שקלא וטריא (Chaqla ve-taria, délibérations) dans le texte talmudique. L'organisation de la Guemara en souguiyot (équivalent des « unités de pensée ») est le fruit du travail des Stammaïm, en particulier lorsque les débats dans une sougya donnée impliquent des sages de différentes époques ou générations.
Dans le dernier volume de son ouvrage Meqorot ou-Messorot (paru en 2008), David Halivni situe la période d'activité des Stammaïm entre le VIe siècle et le VIIIe siècle, entre les Amoraïm et les Gueonim. Dans cette perspective, les Saboraïm sont les derniers Stammaïm, au moment où l'ensemble du Talmud est déjà proche de la forme que nous connaissons.

## Théologie
Dans son ouvrage Le Bris des Tables (français : éd. Wolfowicz, 2015), David Halivni rejette catégoriquement toute « explication » de la Shoah :
- il réfute ceux qui affirment que la Shoah est le résultat d'une faute du peuple juif ;
- il réfute ceux qui voient entre la Shoah et les autres persécutions des Juifs (comme le massacre de Khmelnytsky [Chmielnicki] en 1648) une différence seulement quantitative et non qualitative ;
- il réfute ceux qui donnent une explication purement matérialiste de la Shoah.

La Shoah est pour David Halivni un événement d'ampleur métaphysique-cosmologique qui ne peut être approché à l'aide des catégories du passé. En conséquence, David Halivni va jusqu'à refuser d'utiliser le terme hester panim (« retrait de la Face ») pour parler de l'absence de Dieu pendant la Shoah, car le terme est originellement utilisé en relation avec l'exil d'Israël (qui est bibliquement lié aux fautes d'Israël).

## Ouvrages
En hébreu
- מקורות ומסורות [Sources et Traditions], commentaire sur le Talmud de Babylone : Seder Nachim, Tel Aviv, 1968 ; Yoma--Haguiga, Jérusalem, 1974 ; Shabbat, Jérusalem, 1981 ; Erouvin--Pessahim, Jérusalem, 1981 ; Baba Qamma, Jérusalem, 1992 ; Baba Metsia, Jérusalem, 2001 ; Baba Bathra, Jérusalem, 2008; Sanhedrin -- Horayot, Jérusalem, 2015;  Zevahim, Menahoth, Hulin, Jérusalem, 2023 (parution posthume).

En français
- Le Livre et l’Épée (trad. de l'anglais par S. Finkelstein), Paris, Bibliophane/ Éd. du Rocher, 1999.
- La justification de la loi (Midrach, Michnah et Guemara, suivi de : La formation du Talmud) (trad. de l'anglais et de l'hébreu), Éd. Wolfowicz, 2011.
- Le Bris des Tables : théologie juive après la Shoah (trad. de l'anglais et de l'hébreu), Éd. Wolfowicz, 2015.
- La formation du Talmud de Babylone (trad. de l'hébreu), Éd. Wolfowicz, 2024 (parution posthume).